# Ilyushin
Ilyushin (Russo: Илью́шин) é uma fabricante russa de aeronaves e produtos de defesa (prefixo dos projetos: Il), fundada pelo engenheiro aeronáutico Sergey Ilyushin em 13 de janeiro de 1933.

## Histórico
Durante mais de 70 anos, foram desenvolvidas inúmeras aeronaves. Atualmente, o governo russo planeja unir a Ilyushin com outras companhias (Mikoyan, Irkut, Sukhoi, Tupolev, Antonov e Yakovlev), formando assim a United Aircraft Corporation.

## Principais aeronaves
- Il-2 'Sturmovik'
- Il-4
- Il-10 'Sturmovik'
- Il-12 'Coach'
- Il-14 'Crate'
- Il-18 'Coot'
- Il-20 'Coot-A'
- Il-28 'Beagle'
- Il-32
- Il-38 'May'
- Ilyushin Il-42
- Il-62 'Classic'
- Il-76 'Candid', transporte aéreo táctico.
  - A-50 'Mainstay' (da Beriev), um AWACS, variante do Il-76.
- Il-78 'Midas', um avião de reabastecimento aéreo, variante do Il-76.
- Il-80 'Maxdome'
- Il-86 'Camber'
- Il-96
- Il-102
- Il-103
- Il-114

## Galeria
|  |  |  |
|  |  |  |